# Weezer (album 2016)
Weezer, anche noto come The White Album, è l'undicesimo album in studio del gruppo rock statunitense Weezer, pubblicato il 1º aprile 2016.

## Tracce
1. California Kids – 3:25
2. Wind in Our Sail – 2:53
3. Thank God for Girls – 3:30
4. (Girl We Got A) Good Thing – 3:25
5. Do You Wanna Get High? – 3:27
6. King of the World – 3:24
7. Summer Elaine and Drunk Dori – 3:25
8. L.A. Girlz – 3:29
9. Jacked Up – 2:53
10. Endless Bummer – 4:14

## Formazione
- Rivers Cuomo - chitarra, voce, tastiera
- Brian Bell - chitarra, tastiera, cori
- Scott Shriner - basso, tastiera, cori
- Patrick Wilson - batteria, percussioni

## Classifiche
| Classifica (2016)         | Posizione massima |
| ------------------------- | ----------------- |
| Australia                 | 28                |
| Austria                   | 51                |
| Belgio (Fiandre)          | 65                |
| Canada                    | 10                |
| Germania                  | 51                |
| Nuova Zelanda             | 28                |
| Paesi Bassi               | 49                |
| Regno Unito               | 24                |
| Stati Uniti               | 4                 |
| Stati Uniti (alternative) | 1                 |
| Stati Uniti (rock)        | 1                 |
| Svizzera                  | 39                |